# شارسینگما
شارسینگما (به لاتین: Xarsingma) یک شهرک در جمهوری خلق چین است که در Yadong County واقع شده‌است. شارسینگما
- نفر جمعیت دارد.